# المنصورة (المضاربة والعارة)

تعديل مصدري - تعديل

المنصورة هي إحدى قرى عزلة المضاربة بمديرية المضاربة والعارة التابعة لمحافظة لحج، بلغ تعداد سكانها 36 نسمة حسب تعداد اليمن لعام 2004.